# スカイライナー
スカイライナー（英: Skyliner）は、京成電鉄が京成上野駅 - 成田空港駅間を本線・成田空港線（成田スカイアクセス線）経由で運行する、座席指定有料特急列車の列車愛称。
京成電鉄の登録商標で、同社内における最速達の列車種別。料金不要の快速特急・特急とは別の種別である。
本項では京成本線（京成船橋駅）経由で運行し、同じ車両を使用する座席定員有料列車の「モーニングライナー」「イブニングライナー」「シティライナー」のほか、京成電鉄における歴代の有料列車の沿革についても記述する。

## 概要

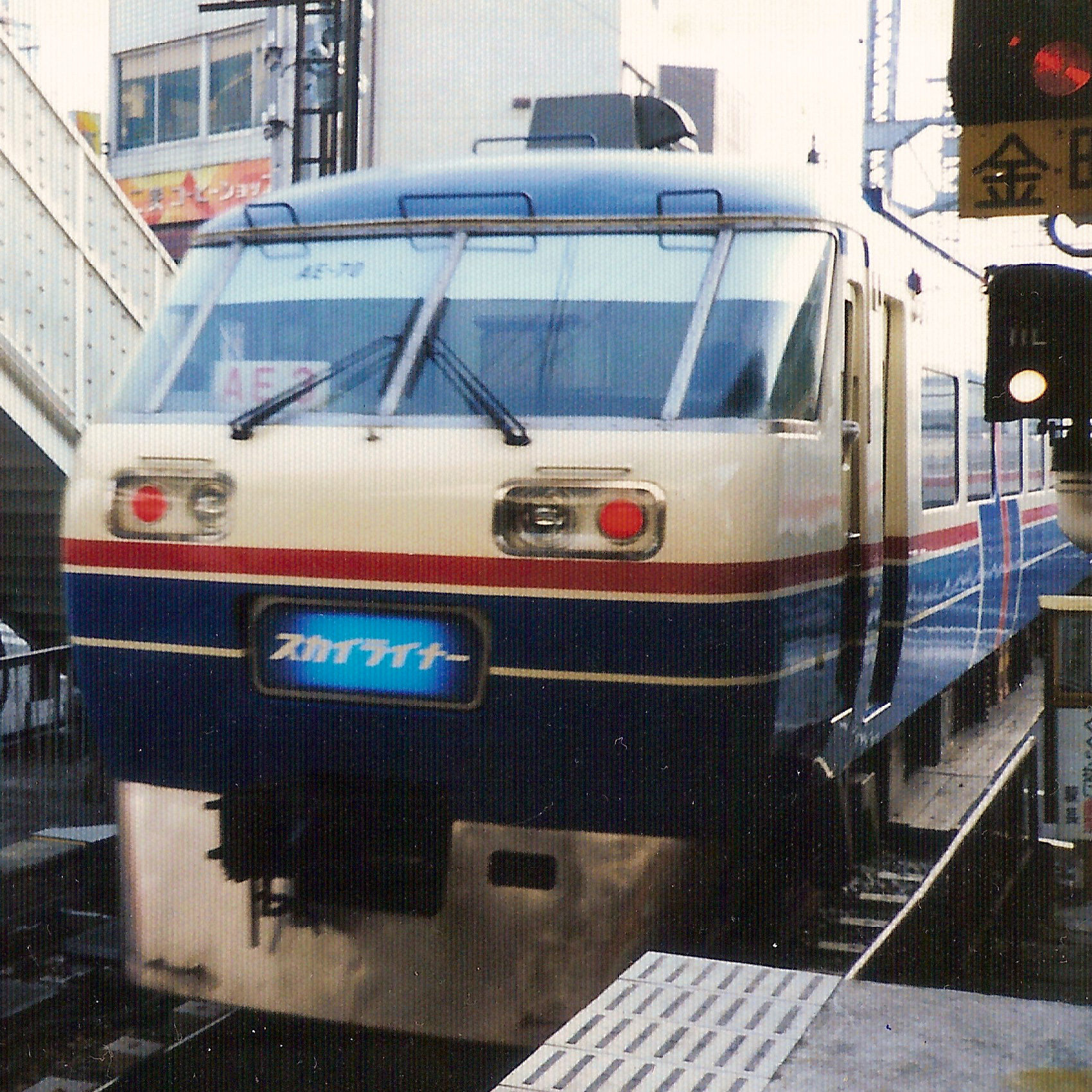
初代「スカイライナー」AE形（京成高砂駅）
登場当初はクリーム地に茶色の車体塗装だった。

東京都区部から新東京国際空港（現・成田国際空港）への空港アクセス列車として、1978年（昭和53年）の新東京国際空港開港と同時に運行を開始した。開港当初は、新東京国際空港への唯一の空港連絡鉄道だった。「スカイライナー」の名称は、空港連絡列車の愛称として、日本全国の小学生からの公募により決定された。東日本旅客鉄道（JR東日本）の特急「成田エクスプレス」と競合関係にある。
開港当時は成田新幹線計画があったため、京成電鉄の成田空港駅（現在の東成田駅）は空港ターミナルから約1 km離れた場所に設置された。これにより同駅から空港ターミナルビルへ行くには、路線バスへの乗り継ぎが必要とされたことから、「スカイライナー」はリムジンバスなど他の交通機関との競争で苦戦を強いられた。その後、成田新幹線計画の消滅などにより、1991年（平成3年）3月にJR東日本とともに空港ターミナルビル直下となる、現在の成田空港駅への乗り入れを果たしている。
1979年（昭和54年）9月から、成田山新勝寺参詣客の利便性向上を目的に京成成田駅にも昼間時間帯の「スカイライナー」が停車するようになり、2003年（平成15年）7月より、ほぼすべての「スカイライナー」が停車するようになった。2006年（平成18年）12月から、京成船橋駅にもほぼすべての「スカイライナー」が停車するようになり、JR東日本「成田エクスプレス」が通過する千葉県中央部と成田国際空港との連絡列車としての側面を持つようになった。
2010年（平成22年）7月には、より直線的に東京と成田空港を結ぶ京成成田空港線（成田スカイアクセス線）が開業し、従来の京成本線を経由するルートから同線経由へ運行ルートを変更した。さらに最高160 km/h運転が可能な2代目AE形電車を登場させたことで、それまで日暮里駅 - 空港第2ビル駅間で51分かかっていた所要時間が36分へと大幅に短縮されている。従来「スカイライナー」が運行されていた京成本線には「シティライナー」を新設し、京成成田駅や京成船橋駅などかつての「スカイライナー」停車駅の需要は同列車が担うこととなったが、需要の少なさからシティライナーは定期運行を終了し、現在は成田山新勝寺の初詣需要のための臨時列車（成田山開運号）が年末年始に運行されるのみとなっている。新AE型を用いて朝と夕方の通勤ラッシュ時間帯には有料着席保証列車の「モーニングライナー」と「イブニングライナー」が京成本線経由で定期運行されている。
2015年（平成27年）3月14日に、北越急行の特急「はくたか」が廃止されて以降、「スカイライナー」は新幹線以外の日本の鉄道としては単独トップの160 km/h運転を行う列車でもある。新AE型で運行されるものの、京成本線経由の「モーニングライナー」「イブニングライナー」「シティライナー（臨時運行）」の最高速度はいずれも160 km/hではなく110 km/hである。
2020年（令和2年）、新型コロナウイルス感染症（COVID-19）流行の影響で、5月1日より日中時間帯の半数を運休する一方、4月11日からスカイライナーの一部が青砥駅に臨時停車をしており、青砥駅では浅草線発着列車と相互に接続する。成田空港駅行きは乗車のみ、京成上野駅行きは降車のみ取り扱う。ドアが開く号車も最後部車両に限定され、青砥駅から成田空港駅行きスカイライナーに乗車する場合は座席未指定で、空席に着席する形を取っていた。当初は成田空港駅行き早朝便と京成上野駅行き深夜便各6本（3・5・7・9・11・13・72・74・76・78・80・82号）のみだったが、6月1日以降は日中の一部も対象に加わり、追加分と合わせて計14往復が青砥に停車していた。減便は2021年（令和3年）10月29日、臨時停車は2022年（令和4年）2月25日をもって終了した。
2022年（令和4年）2月26日より、スカイライナーの一部列車について、青砥駅が正式な停車駅となる。これにより、青砥駅発着のスカイライナー券においても、座席指定、券売機での購入、Web予約およびチケットレスサービスの利用が可能となったほか、成田空港駅行きについては4号車からの乗車も可能となった。京成上野駅行きは全ての号車からの降車が可能となった。同年11月26日より、新鎌ヶ谷駅での停車を開始（上下列車とも乗降可能）。成田空港行駅きは4・6号車から、京成上野駅行きは全号車からの乗降が可能。
2024年（令和6年）11月23日より、79号・81号が新たに青砥駅、新鎌ヶ谷駅に停車、179号・181号となる。さらに、21時 - 23時は20分間隔に変更（176号新規設定・78号時刻変更）される。

## 運行概況

### 運行本数
「スカイライナー」はおおむね20 - 40分に1本の割合で運転されており、さらに通勤時間帯には「モーニングライナー」「イブニングライナー」が運行される。「シティライナー」は年末年始の成田山新勝寺への初詣需要に対応した臨時列車（成田山開運号）として運行されており、定期運行は行われていない。

### 停車駅
スカイライナー
ノンストップ便：京成上野駅 - 日暮里駅 - （成田スカイアクセス線経由） - 空港第2ビル駅 - 成田空港駅
停車駅追加便：京成上野駅 - 日暮里駅 - 青砥駅 - 新鎌ヶ谷駅 - 空港第2ビル駅 - 成田空港駅
- 2022年2月26日より一部が青砥駅に停車、青砥駅で押上駅方面の電車と接続。同年11月26日より一部が新鎌ヶ谷駅に停車。
- 2024年11月23日より79号・81号が新たに青砥駅、新鎌ヶ谷駅停車、179号・181号となる。

モーニングライナー・イブニングライナー・シティライナー（臨時）
京成上野駅 - 日暮里駅 - 青砥駅 - 京成船橋駅 - 八千代台駅* - 京成佐倉駅* - 京成成田駅 - 空港第2ビル駅 - 成田空港駅
- イブニングライナーの一部列車とシティライナー（臨時）は京成上野駅 - 京成成田駅間のみの運転。
- *はシティライナー通過駅。

臨時ライナー
印旛日本医大駅 - 千葉ニュータウン中央駅 - 青砥駅 - 日暮里駅 - 京成上野駅
- 京成上野駅行きのみ運転。所要時間は46分と最速のスカイライナーの京成上野駅 - 成田空港駅間よりも時間がかかる。
- 印旛日本医大駅と千葉ニュータウン中央駅は乗車のみ、青砥・日暮里・京成上野駅は降車のみ取扱。
- 青砥駅始発の京成押上線列車に接続。

### 列車愛称

#### 運行中

##### スカイライナー

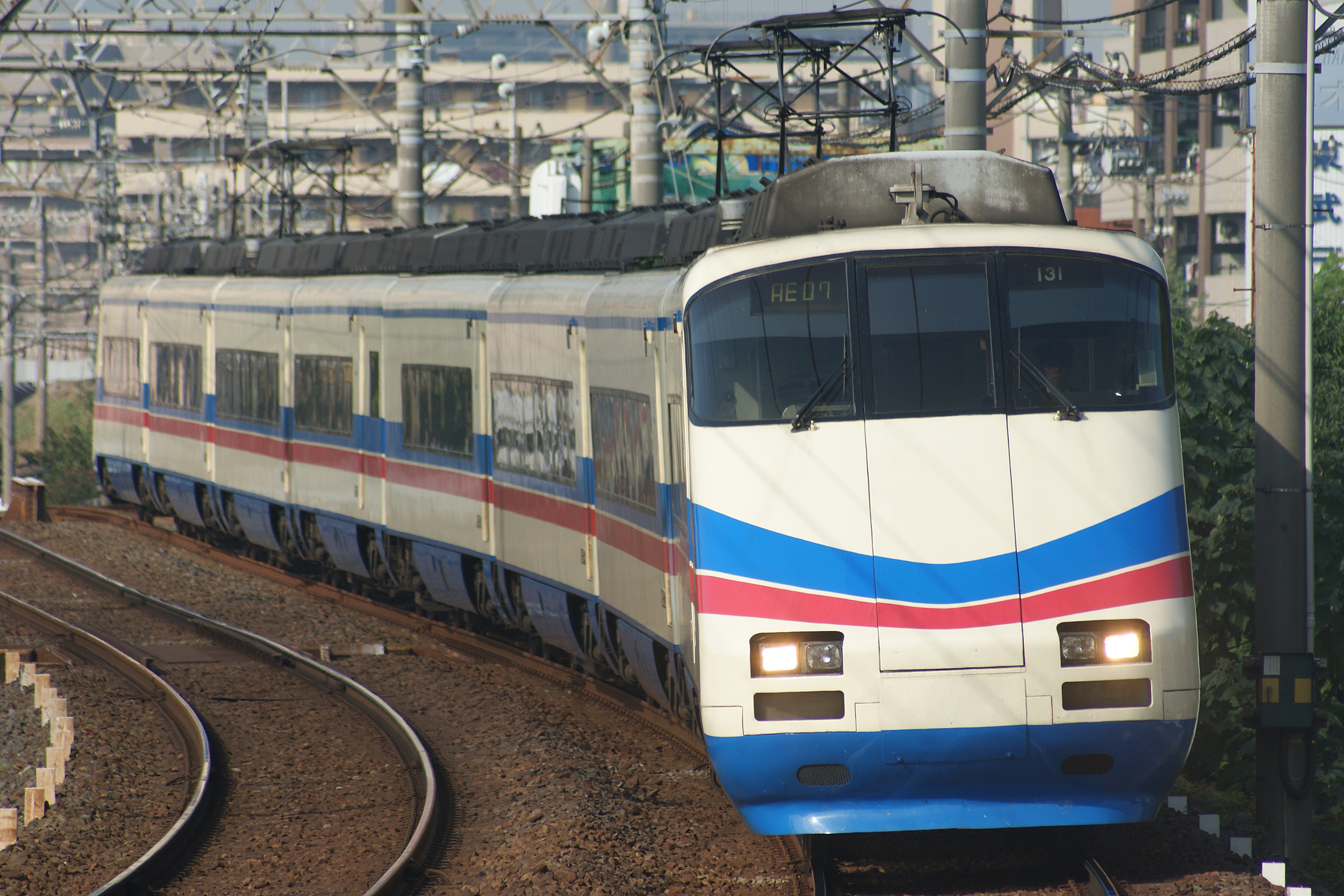
2代目「スカイライナー」AE100形（京成関屋駅）

スカイライナーは、京成上野駅 - 成田空港駅間で運行される最速達列車および空港アクセス列車。初代のAE形落成と同時に「空港連絡特急」の愛称として、1972年（昭和47年）9月からの1か月間、『毎日小学生新聞』の協力により、日本全国の小学生から公募して決定したものである。
- 応募総数28,476通[2]から、上位30作とその他から優秀作として選定された20作を候補とし、11月11日に選考会で正式に選定された。この時の主な候補には、のちに新幹線の列車愛称となる「はやぶさ」「つばさ」「はやて」や「成田号」「流星号」「いなづま」「あおぞら[注釈 2]」「はやかぜ」などがあった。

1978年（昭和53年）5月21日に本線（京成成田駅経由）で運行開始。成田空港線（成田スカイアクセス線）が開業した2010年（平成22年）7月17日から現在のルートによる運行が開始され、成田空港線印旛日本医大駅 - 空港第2ビル駅間は日本国内の在来線最速となる最高速度160 km/hで運転される。所要時間は、日暮里駅 - 空港第2ビル駅間を最速36分、京成上野駅 - 成田空港駅間を最速43分で結ぶ。
運行時間帯は終日であるものの、夜間の成田空港方面は通勤需要などに応えるために本線経由のイブニングライナーとなることから、運行されない時間帯が存在する。
2023年（令和5年）11月ダイヤ改正で、22時以降の上りの一部列車が青砥駅・新鎌ヶ谷駅へ停車するようになり、同時に号数を速達便が0番台始まりに、青砥駅・新鎌ヶ谷駅の停車便は100番台として区別されるようになった。

##### モーニングライナー・イブニングライナー
「モーニングライナー」「イブニングライナー」は、主に京成上野駅 - 京成成田駅間で通勤時間帯に運行される停車型列車。「スカイライナー」とは異なり、京成上野 - 成田空港間を京成本線経由で運行する。ホームライナー的な役割をもつ。
「イブニングライナー」は1984年（昭和59年）12月1日に、「モーニングライナー」は1985年（昭和60年）10月19日に運行を開始した。
主に通勤需要に対応する列車で、「モーニングライナー」は朝に京成上野方面上り列車4本、「イブニングライナー」は夕方以降に成田方面下り列車7本が設定されている（平日・土休日とも同じ本数）。各列車とも運行される時間帯に「スカイライナー」の運転を行わない時間帯が存在するため、空港輸送の観点から一部列車が成田空港駅に乗り入れる。
当初は全列車が車両指定制の自由席となっていて、乗車駅ごとに指定された車両内の空席を利用する方式をとっていた。
2015年（平成27年）12月5日より京成船橋駅に全列車が停車となり、「モーニングライナー」「イブニングライナー」共に全車指定席に変更された。
号数は1991年（平成3年）にスカイライナーとともに付与され、当時は50番台始まり、後に60番台始まりとなった後、2017年（平成29年）10月28日より70番台始まりになり、スカイライナーが大幅増便された2019年（令和元年）10月26日からは200番台始まりとなった。
2024年（令和6年）11月23日のダイヤ改正より、特急料金が一律から距離別に変更となった。

##### 臨時ライナー
「臨時ライナー」は、北総線内から都内方面への利便性向上を目的として、回送列車を活用して印旛日本医大駅始発京成上野駅行き1本のみ運行する。
2020年（令和2年）10月1日運行開始。平日のみ運行。全席自由席とし、ライナー券（500円）は乗車後、車内で現金でのみ発売。

#### 定期列車としては廃止された愛称

##### シティライナー（臨時運行）
「シティライナー」は、大晦日から元旦の終夜運転や正月三が日、1月土休日の成田山新勝寺の初詣客輸送などのために臨時運転される列車で、京成上野駅 - 京成成田駅間を京成本線経由で運行される。
運行当初は、成田スカイアクセス線開業に伴い「スカイライナー」が経由しなくなる京成本線の速達列車として、京成上野駅 - 京成成田駅・成田空港駅間に1日7往復設定されていた（うち京成上野方面上り2本・京成成田方面下り1本が成田空港駅始発・終着）。車両は臨時列車を除いてAE100形が使用された。基本的に日中の運行であったが、下り1本のみが朝の通勤時間帯に運行されていた。所要時間はスカイライナー時代は1時間だったのが75分程度に伸びてしまい、快速特急と同程度かやや遅い時間であったが、青砥駅にも停車するために都営浅草線方面からの乗り継ぎも可能であり、浅草線から京急本線・京急空港線を経由して羽田空港とのアクセスに利用されることもあった。料金形態は従来の料金を据置している。
2011年（平成23年）に発生した東北地方太平洋沖地震（東日本大震災）による計画停電や電力制限によって運休状態に陥り、その後、同年9月10日に2往復が京成成田駅発着で運行再開されたものの、2012年10月21日のダイヤ改正で1往復のみの設定となり、成田空港駅への乗り入れが正式に廃止された。さらに料金不要の下位列車とも時間差が縮まり利用離れが進んだ結果、2014年（平成26年）11月8日のダイヤ改正で土休日のみの運行となり、2015年（平成27年）12月5日のダイヤ改正によって定期列車としては廃止された。
2017年（平成29年）1月土休日のシティライナーは京成成田駅発着で2代目AE形で運転されたが、「成田山開運号」の愛称名が付き、正面には歌舞伎の市川家（成田屋）に由来する隈取をモチーフとしたラッピングによるヘッドマークが掲出された。2018年（平成30年）以降も大晦日から元日と1月土休日に継続して運転され、2020年（令和2年）大晦日から翌年1月にかけては、新型コロナウイルス感染拡大の影響で大晦日と元日深夜の運転が休止となったが、土休日運転は行われた。

## 車両

### 現用車両

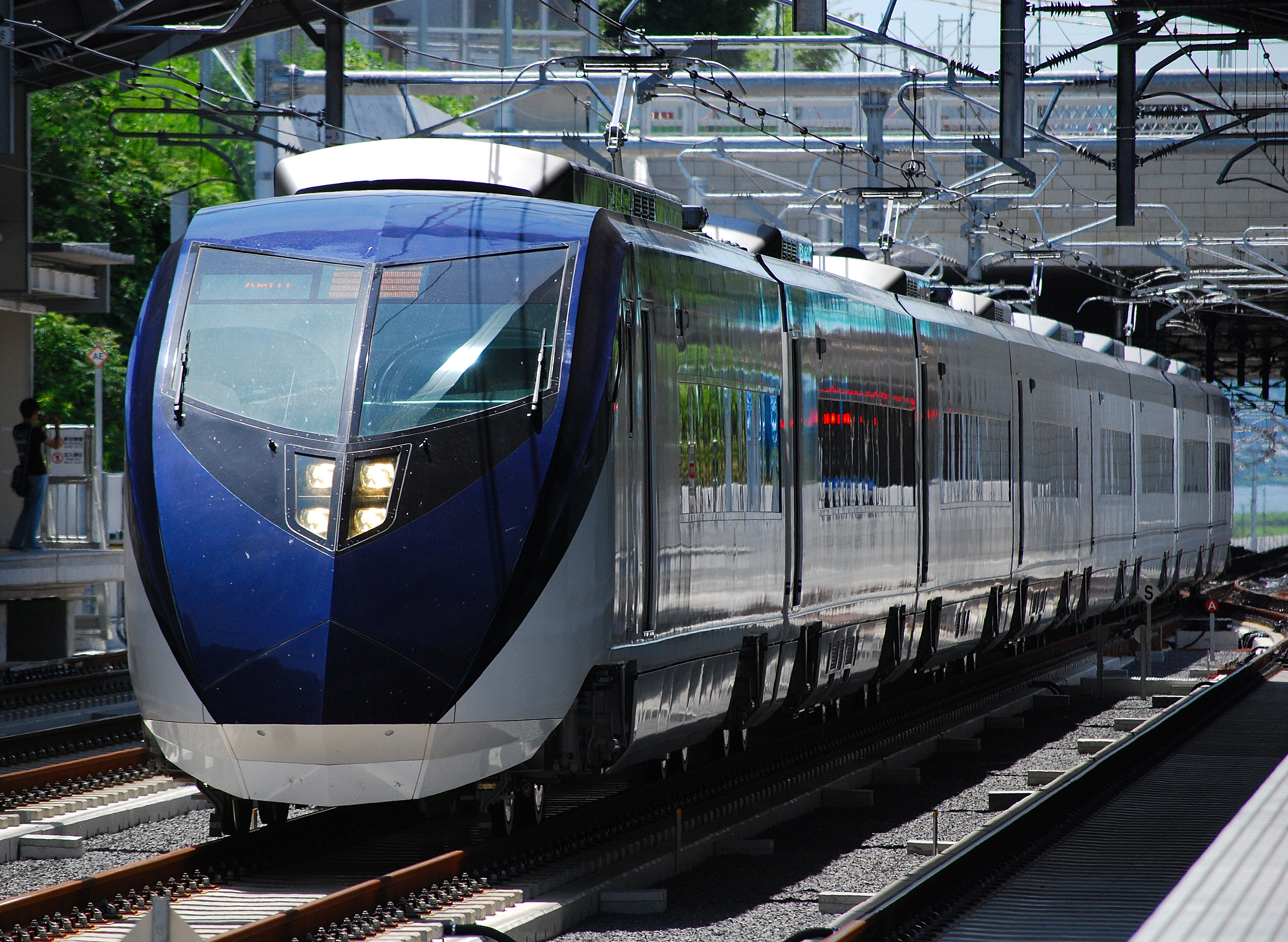
成田湯川駅を通過する2代目AE形電車

- 2代目AE形：8両編成、160 km/h運転対応。「スカイライナー」「モーニングライナー」「イブニングライナー」で使用。臨時列車「シティライナー」でも使用される。

「シティライナー」は2010年（平成22年）7月16日までスカイライナーとして使用されていたAE100形が使用されていたが、2010年（平成22年） - 2011年（平成23年）以降の終夜運転における臨時列車では2代目AE形による運行が行われている。

### 過去の車両
- 初代AE形：1993年（平成5年）6月27日まで使用。
- AE100形：1990年（平成2年）6月19日から[11]2010年（平成22年）7月16日まで使用。

1990年（平成2年）から3年間の置き換え過渡期では初代AE形とAE100形が共通に運用されていた。

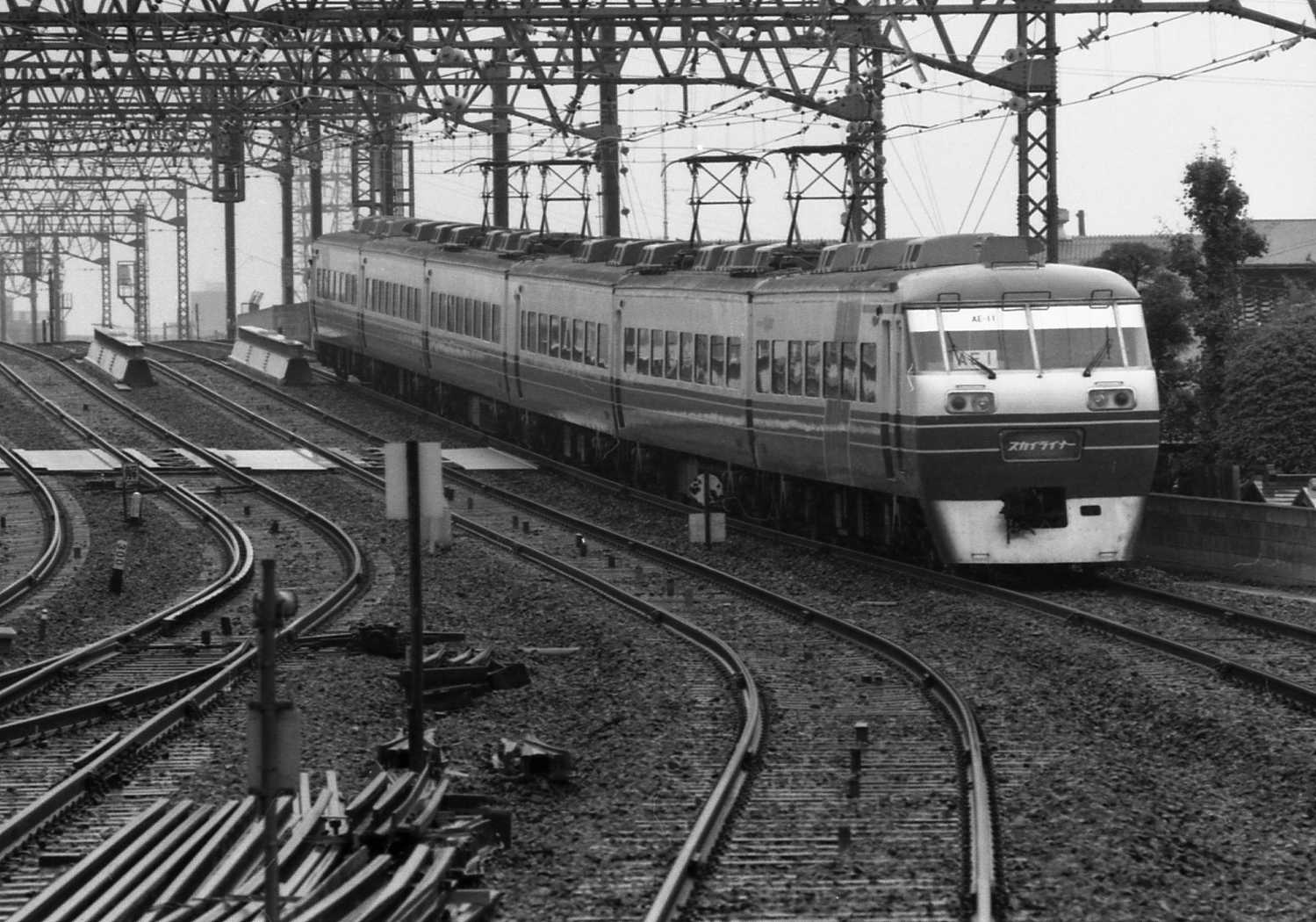
初代AE形「スカイライナー」
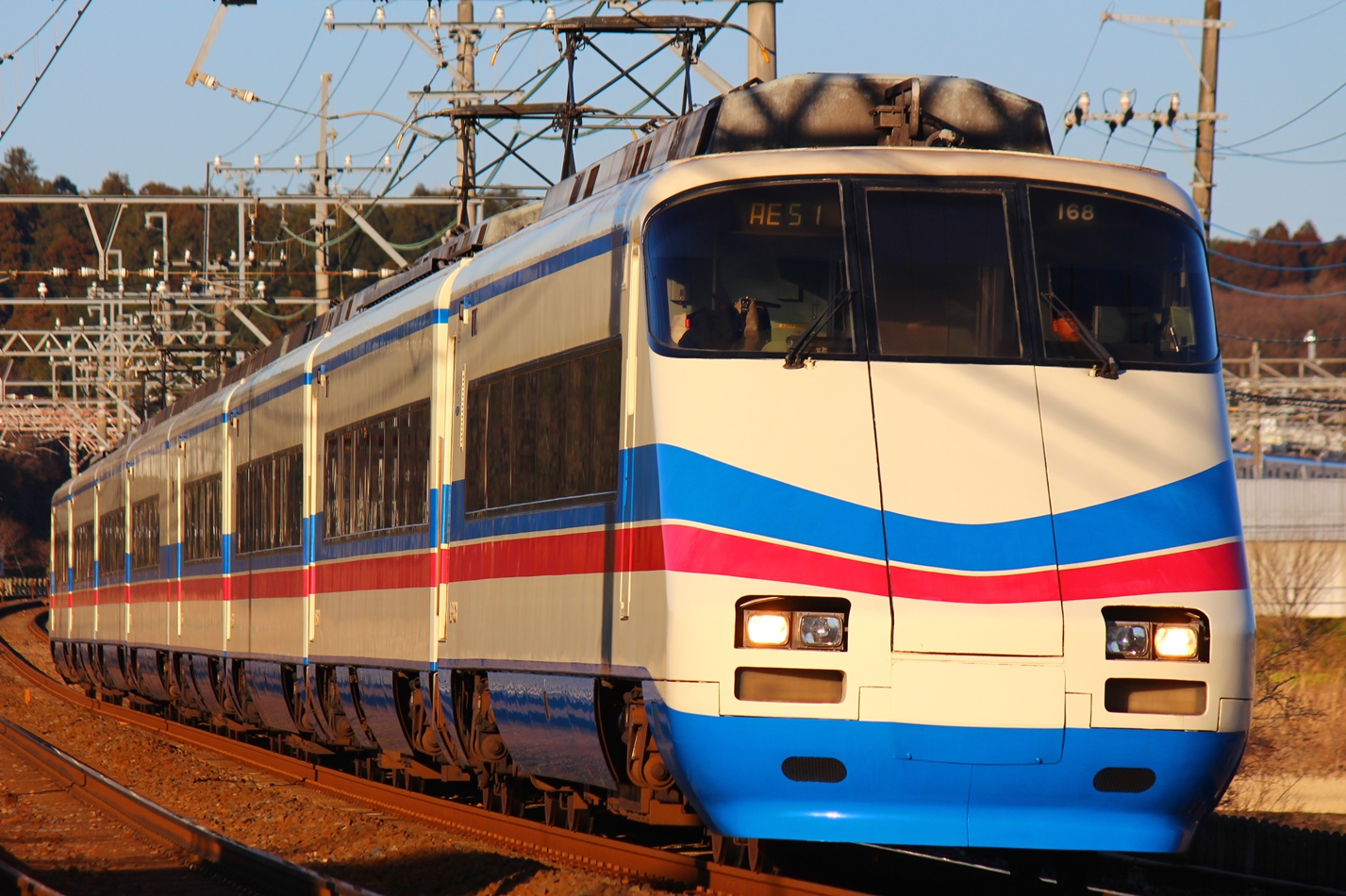
AE100形 「シティライナー」

## ライナー券

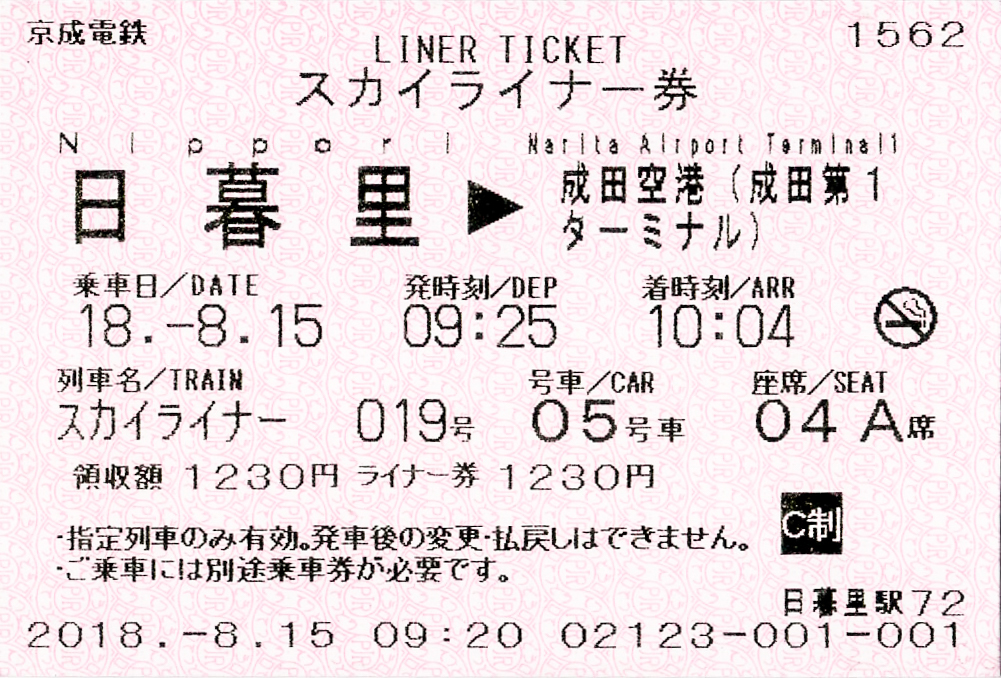
スカイライナー券

ライナー券などの予約・購入の詳細は公式サイト  を確認のこと。
「スカイライナー」などのライナー系列車は全車座席指定席制を採用している。「モーニングライナー」「イブニングライナー」は当初は車両指定のみで、指定された車両内の空いている席を利用するようになっていた。利用の際は乗車券のほか「ライナー券」が必要となる。いずれの列車もライナー券を購入すれば定期券でも利用可能である。いずれの列車も所定時刻より1時間以上遅延した場合は、ライナー料金は全額払い戻しとなる。いずれも小児半額だが、障害者割引は適用されない。
各ライナーとも乗車券と特別急行券（ライナー券）の2段構成であり、乗車券部分には定期を含む乗車券の組合せや、全国相互対応ICカード等の適用が可能である。駅窓口で予約・支払を同時に行う場合には、Suicaに限りライナー券の購入に充てる事が可能（PASMOや他の全国相互対応カード等は不可。モバイル系も不可）。

### スカイライナー・シティライナー券
料金は2022年（令和4年）4月25日改定。「スカイライナー」は京成上野駅・日暮里駅⇔空港第2ビル駅・成田空港駅は1,300円、青砥駅⇔空港第2ビル駅・成田空港駅は1,050円、新鎌ヶ谷駅⇔空港第2ビル駅・成田空港駅は800円、京成上野駅・日暮里駅⇔新鎌ヶ谷駅は500円、青砥駅⇔新鎌ヶ谷駅は300円、「シティライナー」は京成上野駅・日暮里駅・青砥駅 ⇔ 京成成田駅で1,000円、京成船橋駅乗降と京成上野駅・日暮里駅 ⇔ 青砥駅は550円となっている。当日発売のほか乗車日の1か月前から前売り発売も行っている。ライナー券の発売箇所は各停車駅で販売されている。系列会社の京成トラベルサービスなどのほか、主な旅行会社などでも購入が可能で、2001年（平成13年）からはiモードやEZWeb、Yahoo!ケータイ、京成電鉄の公式サイト（外部リンク参照）などでも予約が可能となっている。さらに2010年（平成22年）からはチケットレスサービスも開始している。この他、11枚綴り13,000円の回数乗車券「ライナー回数券」も発売されている（3か月間有効）。ライナー回数券以外はライナー券単独で購入することはできず、事前に有効な乗車券（ICカード乗車券および定期乗車券含む）を持っていない限り、乗車券とセット販売である。上下列車ともスカイライナーで京成上野 - 青砥間各駅、空港第2ビル駅 - 成田空港駅間およびシティライナーで京成上野駅 - 日暮里駅間のみの利用はできない。
両列車とも車掌が所持する端末でライナー券の発売状況を確認することができ、あらかじめ指定された座席に着席している乗客に対しては車内改札が省略されている。

### モーニングライナー・イブニングライナー券
2015年（平成27年）12月4日までは車両指定の定員制で、各駅ごとに着席できる号車が割り振られていた。座席は指定されないが、定員分以上の発売を行わないので着席は保証されていた。同年12月5日からは全車指定席となった。基本的には当日の発車時刻数十分前から直近の列車のライナー券のみを発売する。ライナー券売機には残席数が大きくLED表示され、売れ切れた場合はその列車には乗車できない（JRのような立席券は発売されない）。
「イブニングライナー」の一部の座席に限っては、前売り発売を行っており、京成上野案内所、日暮里、空港第2ビル、成田空港の各駅とJTBトラべランドと近畿日本ツーリストおよび日本旅行にて購入できる。両列車ともチケットレスサービスの利用は可能であるが、ネット予約やチケット予約サービス等は利用できない。
「モーニングライナー」は枚数限定でライナー定期券「モーニングPASS」もある。毎月25日から月末まで発売され、次月1日から末日まで有効で8,150円または10,000円（区間による）。
小児料金や通学の設定はなく、持参人方式で、定期券販売所と定期券扱いがない駅は駅窓口でそれぞれ販売する。京成船橋駅、八千代台駅、京成佐倉駅、京成成田駅駅のみ発売で、成田空港駅・空港第2ビル駅発は設定がない。乗車駅・利用列車・号車は指定され、指定より先行する列車の乗車はライナー券購入が必要で、乗り遅れに救済措置はない。モーニングPASSに乗車券の効力はなくライナー券の定期券式販売である。
2022年（令和4年）4月25日、イブニングPASSの発売を開始し、同年5月より使用を開始した。イブニングPASSは毎月1日〜末日まで任意のイブニングライナーを何度でも利用できる定期券式のPASSである(別途乗車券が必要)。
「モーニングライナー（上り）」の場合、乗車可能駅は成田空港駅、空港第2ビル駅、京成成田駅、京成佐倉駅、八千代台駅、京成船橋駅。降車専用駅は青砥駅、日暮里駅、京成上野駅である。
「イブニングライナー（下り）」は京成上野 - 京成成田が乗車可能駅、空港第2ビル・成田空港が降車専用駅となっている。八千代台駅、京成佐倉駅、京成成田駅から下りイブニングライナーを利用する場合、チケットレスを除いて座席は指定できない。モーニングライナー券を購入した上で成田空港 - 八千代台間の各駅相互間、イブニングライナー券を購入して京成上野 - 青砥間の各駅相互間を利用することも可能であるが、下りイブニングライナーの空港第2ビル - 成田空港間および上りモーニングライナーの青砥 - 京成上野間のみの利用はできない。
両列車とも車内改札は行わず、駅ごとに指定された列車乗車口にて係員が乗車時に改札を行う。

### スカイライナークーポン
2010年11月15日より京成の特急券類としては日本国外で初となる「スカイライナークーポン」の発売を開始した。
発売するのは日本国外の提携旅行会社で、発売額は2,250円。京成上野駅・日暮里駅・空港第2ビル駅・成田空港駅のいずれかで片道分の乗車券・スカイライナー券と引き換えて使用する。
京成公式サイトより、e-ticketを購入することも可能である。

### スカイライナーバリューチケット
上り限定で成田空港・空港第2ビルからの割引チケットであり、発売額は2,250円。成田空港駅・空港第2ビル駅のいずれかのライナー券発売カウンターで（2017年現在、成田空港の第1旅客ターミナルの南ウイング1階の京成電鉄乗車券販売カウンターでも可能）、片道分の乗車券・スカイライナー券と引き換える必要がある。発売箇所は次の通り。
- タイ・エアアジア X、Peach Aviation、春秋航空日本、ジェットスター・ジャパンの客室乗務員
- 西鉄福岡（天神）駅北口（2階）・東側（大通り側）券売機横のチケットカウンター (営業時間8:00-14:00）
  - カウンター営業時間外[12]は北口西側の駅事務室で発売。
- 関西国際空港、新千歳空港

発売当日のみ有効のため、最終のスカイライナーに間に合わない場合は発売されない。
訪日外国人観光客を対象として、下りのスカイライナーバリューチケットを、浅草駅と池袋駅の観光案内所、一部の都内ホテルで発売している。

## 臨時列車・記念列車など
毎年12月31日（下り）および1月1日（上り）には初詣臨時列車として深夜時間帯に京成上野駅 - 京成成田駅間にて臨時「シティライナー」（成田スカイアクセス線開業前は「スカイライナー」）が運転されている。「シティライナー」では定期列車時代はAE100形が使用されていたが、この深夜の臨時「シティライナー」では新AE形で運転されている。
成田山新勝寺と縁が深い歌舞伎の市川家（成田屋）が成田山で襲名披露を実施する場合は、京成上野駅 - 京成成田駅間をスカイライナーに乗車して移動することが通例となっており、その際は「團十郎号」「海老蔵号」「成田屋号」として運転され記念ヘッドマークの掲出などが行われているが、スカイライナー運転開始前は一般車両で運転していたこともあった。
過去にスカイライナー1億人記念や京成電鉄100周年記念でのヘッドマーク掲出、エティハド航空のラッピング広告などが行われたことがある。
2005年3月9日にパク・ヨンハファンクラブの企画として団体列車『ヨンハライナー』が、2006年5月27日に成田空港第一ターミナルビルのグランドオープン記念として「まるごと体験教室」参加者輸送の団体列車『クウタン号』が運行された。

## 京成電鉄成田国際空港連絡優等列車沿革
この節では、前段として成田山新勝寺への参拝観光列車である「開運号」、およびかつて新京成線・京成本線（一部は都営浅草線系統もあり）と千葉線に跨って運行された優等列車である急行・特急「九十九里号」などについても記載する。

### 成田山新勝寺参拝列車「開運号」とその周辺列車群

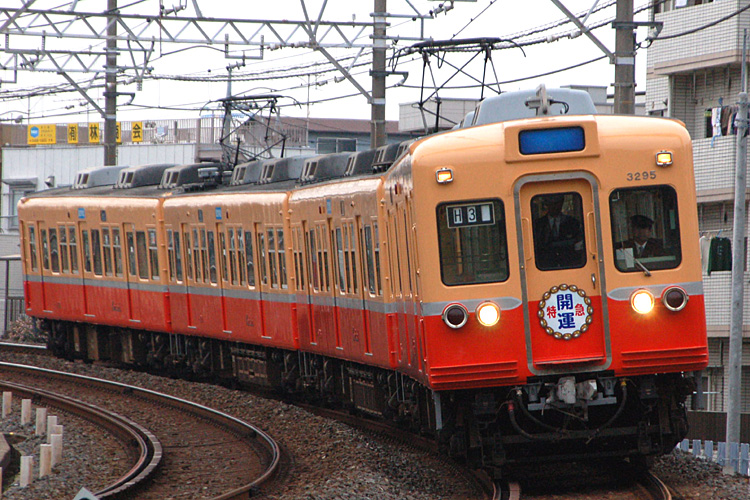
「開運号」（2007年1月のリバイバル運転時）

#### 戦前期
- 1930年（昭和5年）6月15日：押上駅 - 京成成田駅間に急行（1往復）を運転開始。途中停車駅は高砂（→京成高砂）・谷津海岸（→谷津）・宗吾（→宗吾参道）で、所要時間60分は同区間において戦前最速であった[14]。
- 1931年（昭和6年）12月10日:日暮里駅 - 青砥駅間開業に伴うダイヤ改正時に急行を廃止[要出典]。
- 1936年（昭和11年）9月10日：急行を復活。上野公園駅（→京成上野)・押上駅 - 京成成田駅で5往復運転[14]。途中青砥駅での併結運転としていた[14]。途中停車駅は日暮里・千住大橋・青砥・京成高砂・京成津田沼[要出典]。所要時間は上野公園駅 - 京成成田駅間73分[14]、押上駅からは65分[要出典]。
- 1937年（昭和12年）5月1日：急行を格上げする形で臨時特急「護摩」が上野公園駅・押上駅 - 京成成田駅間で運行を開始した。これを公式に成田山新勝寺参詣観光特急列車としている。[要出典]途中停車駅に新三河島・町屋を追加。所要時間は急行時代と変わらず73分[14]。
- 1939年（昭和14年）：押上駅発着の途中停車駅に京成請地駅を追加。
- 1940年（昭和15年）12月16日：ダイヤ改正により7往復に増発。停車駅から新三河島・町屋・京成高砂・京成請地が外れる[注釈 4]。
- 1941年（昭和16年）：2扉セミクロスシートの1500形就役。
- 1943年（昭和18年）3月：特急廃止。

#### 戦後復興期
- 1949年（昭和24年）7月1日：急行「護摩」を運転再開（5往復）。途中停車駅は日暮里・千住大橋・青砥・京成高砂・京成八幡・京成船橋・谷津遊園・京成津田沼・京成大和田・京成佐倉。所要時間は97分[14]。
- 1951年（昭和26年）1月：戦時中ロングシートとなっていた1500形をセミクロスシートに復元。優等列車用に整備した600形と組み合わせて急行「護摩」に優先的に運用を開始。夏季には臨時急行「潮風号」を上野公園駅 - 京成千葉駅間に運転。
- 1952年（昭和27年）5月1日：特急「開運号」が電装・再整備した1500形を使用して運転を開始した。運行当初は上野公園駅 - 京成成田駅間で、途中停車駅は青砥駅のみ[15]。所要時間84分[15]。当初は自由定員制で、6月から座席指定席制を採用する。同時にこれまで運行されていた急行「護摩」は臨時急行に格下げされる[要出典]。
- 1953年（昭和28年）5月：特急「開運号」に専用車両1600形を導入[注釈 5]。
- 1957年（昭和32年）
  - 4月1日：1600形が3両編成化される。ただし、編成数自体は1編成のみ。
  - 12月1日：京成津田沼駅 - 宗吾参道駅間の路線改良によるダイヤ改正で所要時間61分に。
- 1958年（昭和33年）7月1日：宗吾参道駅 - 京成成田駅間の路線改良によるダイヤ改正で所要時間60分に。
- 1963年（昭和38年）：3150形セミクロスシート車両が登場し、「開運号」の予備車にも使用することとなった[注釈 6]。
- 1965年（昭和40年）：夏季海水浴列車として不定期急行「九十九里号」が京成上野駅/都営浅草線方面 - 京成千葉駅（現・千葉中央駅）間で運行された[注釈 7]
- 1967年（昭和42年）
  - 11月12日：この日限りで「開運号」の専用車両を1600形から3150形に変更。
  - 12月：3200形の落成により同形式も「開運号」への運用を開始。翌年のダイヤ改正で所要時間59分に[注釈 8]。
- 1968年（昭和43年）：夏季海水浴列車として不定期急行（のちに不定期特急）「くろしお」が京成上野駅 - 京成成田駅間で運転[注釈 9]。
- 1969年（昭和44年）12月31日：大晦日臨時ダイヤで京急の車両による特急「招運」が三浦海岸駅 - 京成成田駅で運転（2往復）[注釈 10]。

### AE形電車登場以降
- 1972年（昭和47年）：AE型電車落成。同時に「空港連絡特急」の愛称として、日本全国の小学生からの公募により決定した「スカイライナー」の名称を与えられる。
- 1973年（昭和48年）12月30日：AE形で「開運号」代替列車の運行開始[注釈 11]。
- 1978年（昭和53年）
  - 5月5日：宗吾車両基地に留置中のAE形が放火され全焼する事件が発生。

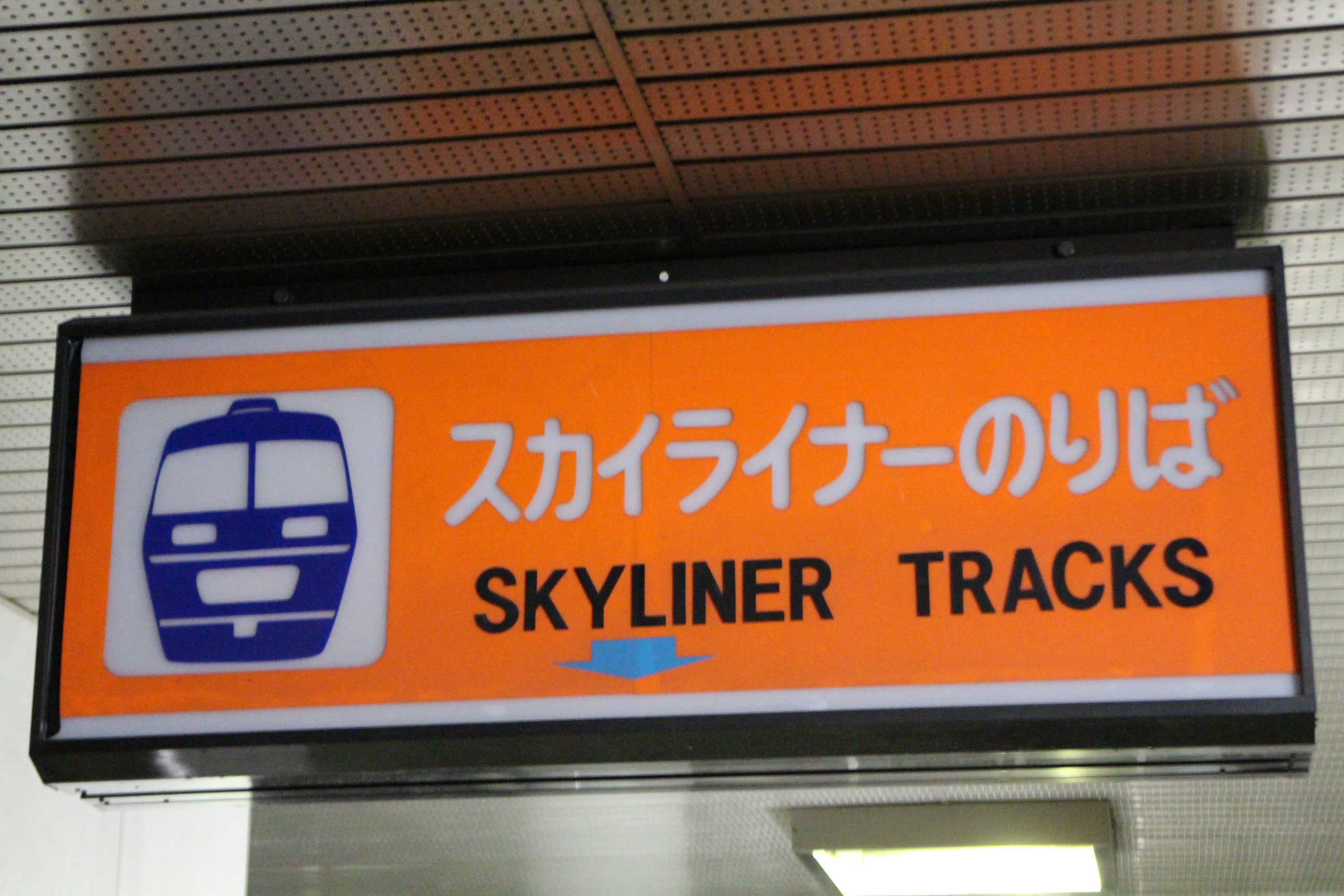
東成田駅の閉鎖施設に残る、成田空港駅時代のスカイライナー乗場標示

  - 東成田駅の閉鎖施設に残る、成田空港駅時代のスカイライナー乗場標示5月21日：新東京国際空港開港にあわせ、「空港連絡特急」として「スカイライナー」が、京成上野駅 - 成田空港駅（現・東成田駅）間を無停車で運行を開始。所要時間60分[注釈 12][注釈 13]。
- 1979年（昭和54年）
  - 9月1日：「スカイライナー」昼間の一部列車が、京成成田駅に停車開始。
  - 10月18日：京成上野駅・高砂車庫・宗吾車庫に留置していたAE型からそれぞれ出火。3編成に被害。中核派が犯行声明を出した[18]。
- 1983年（昭和58年）10月1日：「スカイライナー」上り（京成上野行）に限り、日暮里駅に停車開始[19]。AE形の塗装変更車の営業運転開始。
- 1984年（昭和59年）12月1日：「イブニングライナー」運行開始[9]。
- 1985年（昭和60年）10月19日：「モーニングライナー」運行開始[9][注釈 14]。
- 1990年（平成2年）6月19日：AE100形が運行開始[11][注釈 15]。

### ターミナル直下乗入れ開始以降

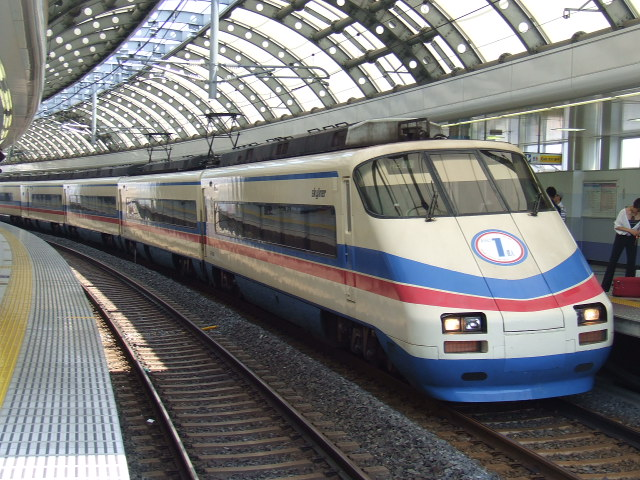
「スカイライナー」1億人乗車記念ステッカーを貼付したAE100形（2007年8月）

- 1991年（平成3年）3月19日：成田空港高速鉄道線区の開通により、空港ターミナルビル直下に現在の成田空港駅が開業し、同時に「スカイライナー」「モーニングライナー」「イブニングライナー」の乗り入れを開始。東成田駅（旧・成田空港駅）への乗り入れを廃止。当日より下り「スカイライナー」も全列車が日暮里駅に停車開始[20][注釈 16]。
- 1992年（平成4年）
  - 7月17日：線形改良等により京成上野駅 - 成田空港駅間の平均所要時間が58分になる[22]。
  - 12月3日：空港第2ビル駅開業に伴い、同駅に全列車停車開始。
- 1993年（平成5年）6月27日：AE形が運行を終了し、全列車がAE100形に統一。
- 1996年（平成8年）7月20日：「スカイライナー」の最高速度が京成成田駅 - 駒井野信号場間に限り110 km/hとなる。
- 2003年（平成15年）7月19日：下り早朝2列車を除き京成成田駅に全列車停車開始。
- 2004年（平成16年）
  - 6月29日：京成電鉄社長が「スカイライナー」新型車両計画があることを表明。
  - 10月30日：「モーニングライナー」「イブニングライナー」をそれぞれ1本増発。
- 2006年（平成18年）12月10日：下り早朝2列車を除き京成船橋駅に全列車停車開始[4]。
- 2007年（平成19年）
  - 1月28日：「開運号」のリバイバル運転を実施（京成上野 - 京成成田間1往復）。
  - 7月31日：「スカイライナー」の利用者数が営業開始29年目にして1億人を突破。これを記念して成田空港駅で記念式典を実施した。当該列車となった「スカイライナー」20号の乗客全員にオリジナルうちわと1億人突破記念オリジナルハンカチをプレゼントした。その後、AE100形全編成に1億人乗車記念ステッカーが貼付された[要出典]。
- 2008年（平成20年）4月26日：AE100形AE128編成を使用した「成田屋号」を運転。特製のステッカーも貼付された。この編成は同年5月28日まで「成田山開基1070周年記念号」として運転された[要出典]。
- 2010年（平成22年）3月1日：「スカイライナーチケットレスサービス」を開始。

### 成田スカイアクセス線開業以降
- 2010年（平成22年）7月17日：成田空港線（成田高速鉄道アクセス株式会社）経由の新ルートが完成し、新AE形（8両編成）[広報 12][広報 13]による160 km/h運転区間を有する新「スカイライナー」の運行を開始。同時に、AE100形を使用した京成本線経由の有料特急「シティライナー」の運行を開始、青砥駅が「シティライナー」停車駅となる[5]。「モーニングライナー」「イブニングライナー」は全列車新AE形での運行を開始（運行ルートは従来通り京成本線経由）[5]。
- 2011年（平成23年）
  - 3月11日：東北地方太平洋沖地震（東日本大震災）が発生し、全列車が運休。
  - 3月14日：東北地方太平洋沖地震（東日本大震災）による発電所の停止に伴う電力供給逼迫のため、東京電力が輪番停電（計画停電）を実施。これに伴い、この日から有料特急全列車の運転が休止。
  - 4月4日：「スカイライナー」「モーニングライナー」「イブニングライナー」の運転を再開。ただし節電ダイヤのため、一部減便。
  - 9月10日：「シティライナー」の運転を京成上野 - 京成成田間で再開。1日2往復まで減便。「スカイライナー」全便運転再開。
- 2012年（平成24年）10月21日：京急蒲田駅付近連続立体交差事業の進捗に伴う乗り入れ5社局（京成電鉄・都営浅草線・京浜急行電鉄・北総鉄道・芝山鉄道）一斉ダイヤ改正に伴い、「スカイライナー」早朝便などを増便する一方、「シティライナー」を1日1往復に減便。
- 2013年（平成25年）12月19日：累計乗客数が1000万人に到達[23]。
- 2014年（平成26年）11月8日：ダイヤ改正に伴い、平日の「シティライナー」を廃止。京成上野23:00発「イブニングライナー」73号（現:213号）を設定、最終を繰り下げ。
- 2015年（平成27年）12月5日：ダイヤ改正に伴い、「モーニングライナー」「イブニングライナー」は停車駅に京成船橋駅を追加するとともに全車指定席に変更、チケットレスサービスの対象を「スカイライナー」のほか「モーニングライナー」「イブニングライナー」にも拡大。土休日に残っていた「シティライナー」の定期運転を11月29日に終了する。
- 2016年（平成28年）
  - 1月：土休日のみ臨時列車として「シティライナー」が京成上野 - 京成成田間で1往復運転。車両はAE100形。
  - 2月21日・28日：AE100形がこの両日の「さよならAE100形記念ツアー」（京成上野 - 宗吾参道、京成トラベルサービス主催）をもって退役[注釈 17]。
- 2017年（平成29年）11月1日：累計乗客数が2500万人に到達[26]。
- 2018年（平成30年）10月30日：累計乗客数が3000万人に到達[27]。
- 2019年（令和元年）10月26日：ダイヤ改正に伴い、一部時間帯を除き終日20分間隔で運行の上、早朝・深夜便を増発。これに伴い、成田スカイアクセス線成田空港発の最終列車が23:20発の「スカイライナー」になった[28]。

- 2020年（令和2年）

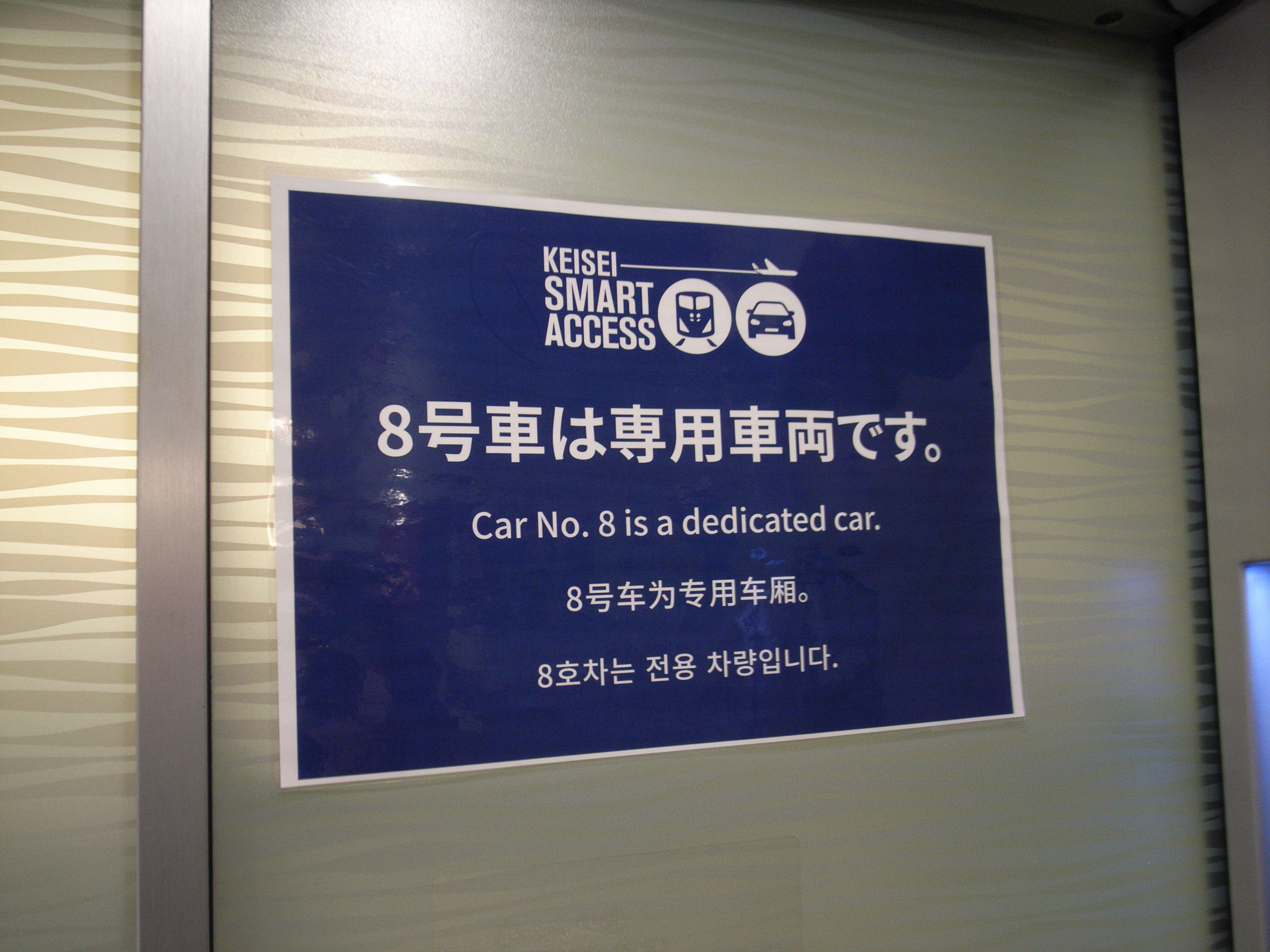
KEISEI SMART ACCESSの隔離車両(8号車)

  - 4月11日：ダイヤ修正に伴い、「スカイライナー」のうち早朝の成田空港行きと夜間の京成上野行きが青砥駅に臨時停車を開始[広報 1]。
  - 5月1日 : スカイライナー上下計82本（上下各41本）のうち、計36本（上下各18本）の運行を休止する。
  - 6月1日 : スカイライナーの上下各18本の運休は継続するものの、日中を中心に青砥停車のスカイライナーが増加（運行中の列車の約6割）する。
  - 12月28日：成田空港からの帰国者・入国者専用の「KEISEI SMART ACCESS」の運行を開始（上りスカイライナー8号 - 64号の8号車を利用、青砥・日暮里での降車不可）。
- 2021年（令和3年）10月30日 : 運行を休止していたスカイライナーの運行を再開した。
- 2022年（令和4年）
  - 2月26日：ダイヤ改正に伴い、青砥駅が正式に「スカイライナー」の一部停車駅となる[広報 3]。上り成田空港駅発最終スカイライナー82号京成上野駅行きの時刻が約20分繰り上がり、成田空港駅23:00発に変更となる。これに伴い、上り最終アクセス特急の時刻も変更となった。
  - 3月31日 : この日をもって、帰国者・入国者専用車両の運行を終了。
  - 4月25日：有料特急の全列車で警備員の添乗を開始。これに伴い料金を引き上げ[広報 9]。
  - 11月26日：ダイヤ改正に伴い、「スカイライナー」の一部列車（青砥駅停車便）の新鎌ヶ谷駅への停車を開始[29]。
- 2023年（令和5年）11月25日：ダイヤ改正に伴い、青砥駅・新鎌ヶ谷駅停車のスカイライナーが100号台に変更される。
- 2025年（令和7年）
  - 1月24日：AI顔認証改札「Skyliner e-ticket Face Check in Go」を丸紅の協力を得て導入[30]。
  - 7月30日：利用客数6000万人を達成[広報 14]。

## 今後の計画
2010年7月17日の新アクセスルート開業以降の早い時期（2010年代前半頃）に、羽田空港 - 成田空港間を65分で結ぶ構想があった。この所要時分は、「スカイライナー」の都営浅草線・京急線乗り入れを想定したものとなっていた。2008年（平成10年）9月7日には、浅草線とは別にバイパス目的で都営地下鉄新線を建設し、両空港間をさらに10分短縮する計画も浮上した。ただし、新AE形には先頭部に非常用貫通扉を装備しておらず、都営浅草線や京急線のホームドアに対応していないため、都営浅草線乗り入れは不可能である。一方、AE100形は先頭部に非常用貫通扉を装備するが、先述と同様に通勤形電車とドアの位置が異なるほか、成田スカイアクセス線内での160 km/h運転に対応していない。AE100形は京急空港線駅羽田（現・天空橋駅）開業時に試運転のため入線する予定になっていたが、当時の京急蒲田駅 - 糀谷駅間の急カーブを通過できないことが直前になって判明したため中止されている。
最終的には特急料金不要の通勤型車両を用いた「アクセス特急」を新設し、従来から都営浅草線・京急線内で運行されている「エアポート快特」をスカイアクセス線経由とすることが決定した。成田空港駅から羽田空港第1・第2ターミナル駅までの所要時間は最短1時間33分である。日中は種別変更が行われる押上駅で横浜方面の列車に接続する。
その他、現行8両編成である2代目AE形を10両編成とする構想があるほか、押上駅 - 成田空港駅間を運行する有料特急を2028年度に運行開始する予定。

## 広告
下記のCMやポスターでは、池袋駅や新宿駅など、「成田エクスプレス」が発着する駅からの到達時間も表示されている。

### テレビCM
1990年代前半から、京成電鉄では「スカイライナー」のテレビCMを放送している。過去にちあきなおみ、GAO、都はるみ、DEEN、大貫妙子らがCMソングを担当した。
かつては「スカイライナー」の名称やイメージアップ向上を図った映像（霧の中を抜ける映像など）を使用していたことが多かった。近年では、日本国外に活動の場を求める人々を描くドラマ仕立てのものや、木下航志を起用したものが放送された。「速いのは、こっち。安いのも、こっち。」というフレーズで「成田エクスプレス」との対決姿勢を明確にしているCMもある。ただし、基本コンセプトは芸能人・イメージキャラクター等が登場しないスカイライナーが颯爽と走行するイメージアップCMである。
さらに、2010年6月から8月と2011年11月にかけて、成田スカイアクセス線の開業と合わせて新型スカイライナーをPRするCMを放送している。
2019年10月26日の増便に合わせて、中島健人が出演するテレビCM等が新たに放送されている。

### 他の媒体
ZOZOマリンスタジアムに於ける千葉ロッテマリーンズのホームゲームにて、佐々木朗希が投手として登板し投げた球速が160km/hを超えた場合、場内ビジョンにその球速とともに「最速160km/h 京成スカイライナー」と表示して演出している。また同投手が登板する時に限りバックネット裏広告を「160km/!! 京成スカイライナー」と差し替えている。

## その他
- かつて車掌が車内限定販売のパスネットカード1000円券を販売していたが、2006年（平成18年）11月15日をもって終了した。
- 京成電鉄では「京成電鉄創立100周年記念ワイン」限定430セットを発売した。赤ワインと白ワイン各720mlの2本セットで、販売価格は6,300円。シリアルナンバー入り、ボトルラベルは山本寛斎がデザインした「新型スカイライナー」のイラストだった[41]。
- 2代目AE形のミュージックホーン（補助警笛）や車内放送チャイムは向谷実がプロデュースした[42]。
- 車内では公衆無線LANのau Wi-Fiとwi2 300[広報 17]が使用できる。